# Acacia macrocentra
Acacia macrocentra é uma espécie de leguminosa do gênero Acacia, pertencente à família Fabaceae.